# Cerithiidae
De Cerithiidae of spitshorens zijn een familie van slakken. Cerithium is het typegenus van deze familie.  De familie is onderverdeeld in twee subfamilies: de Bittiinae Cossmann, 1906 en de Cerithiinae De Férussac, 1822.  De eerste omvat de genera Bittium, Argyropeza, Bittiolum, Cacozeliana, Cassiella, Ittibittium en Varicopeza.  De tweede omvat vooral de grotere, stevige en spitse horens, al dan niet voorzien van stevige knobbels en spiralen.

## Areaal
Ze leven vooral in tropische zeegebieden.  Aan de Europese kusten komen slechts enkele soorten voor, waaronder Bittium reticulatum (da Costa, 1778), Bittium simplex (Jeffreys, 1867), Cerithium rupestre Risso en Cerithium vulgatum (Bruguière).

## Schelpkenmerken
Het zijn torenvormige horens met duidelijke radiaire sculptuur en spiralen.  Variabel in kleur en afmetingen van enkele mm tot 120 à 130 mm (Cerithium nodulosum (Bruguière, 1792)). 

## Taxonomie
De volgende taxa zijn bij de familie ingedeeld:
- † Geslacht Cerithidella Stache, 1889
- Geslacht Glyptozaria Iredale, 1924
- † Geslacht Jetwoodsia Ludbrook, 1971
- † Geslacht Megistocerithium Kase, 2015
- † Geslacht Mesostomella Stache, 1889
- † Geslacht Orthochetus Cossmann, 1899
- † Geslacht Pseudoaluco B. L. Clark, 1946
- † Geslacht Taxonia Finlay, 1926
- † Geslacht Zefallacia Finlay, 1926
- Onderfamilie Bittiinae Cossmann, 1906
  - Geslacht Alabina Dall, 1902
  - Geslacht Argyropeza Melvill & Standen, 1901
  - Geslacht Bittiolum Cossmann, 1906
  - Geslacht Bittium Gray, 1847
  - Geslacht Cacozeliana Strand, 1928
  - Geslacht Cassiella Gofas, 1987
  - Geslacht Cerithidium Monterosato, 1884
  - Geslacht Ittibittium Houbrick, 1993
  - Geslacht Limatium E. E. Strong & Bouchet, 2018
  - Geslacht Lirobittium Bartsch, 1911
  - Geslacht Neostylidium Doweld, 2013[2]
  - Geslacht Pictorium E. E. Strong & Bouchet, 2013
  -  † Geslacht Semibittium Cossmann, 1896
  - Geslacht Varicopeza Gründel, 1976
  - Geslacht Zebittium Finlay, 1926
- Onderfamilie Cerithiinae J. Fleming, 1822
  - Geslacht Cerithioclava Olsson & Harbison, 1953
  - Geslacht Cerithium Bruguière, 1789
  - Geslacht Clavocerithium Cossmann, 1920
  - Geslacht Clypeomorus Jousseaume, 1888
  - Geslacht Colina H. Adams & A. Adams, 1854
  - Geslacht Fastigiella Reeve, 1848
  - Geslacht Gourmya Bayle, 1884
  - Geslacht Liocerithium Tryon, 1887
  -  † Geslacht Peraubium Dominici & Kowalke, 2014
  - Geslacht Pseudovertagus Vignal, 1904
  -  † Geslacht Ptychocerithium Sacco, 1895
  - Geslacht Rhinoclavis Swainson, 1840
  - Geslacht Royella Iredale, 1912

### Synoniemen
- Cacozelia Iredale, 1924 => Cacozeliana Strand, 1928
- Cerithiolum Tiberi, 1869 => Bittium Gray, 1847
- Clathrofenella Kuroda & Habe, 1954 =>  Cerithidium Monterosato, 1884
- Dahlakia Biggs, 1971 => Bittium Gray, 1847
- Inobittium Monterosato, 1917 => Bittium Gray, 1847
- Manobittium Monterosato, 1917 => Bittium Gray, 1847
- Stylidium Dall, 1907 => Neostylidium Doweld, 2013
- Bayericerithium Petuch, 2001 => Cerithium Bruguière, 1789
- Clava Jousseaume, 1883 => Rhinoclavis Swainson, 1840
- Contumax Hedley, 1899 => Cerithium Bruguière, 1789
- Drillocerithium Monterosato, 1910 => Cerithium Bruguière, 1789
- Gladiocerithium Monterosato, 1910 => Cerithium Bruguière, 1789
- Gourmierium Jousseaume, 1894 => Cerithium Bruguière, 1789
- Hirtocerithium Monterosato, 1910 => Cerithium Bruguière, 1789
- † Liocerithium Sacco, 1894 => Cerithium Bruguière, 1789
- Lithocerithium Monterosato, 1910 => Cerithium Bruguière, 1789
- Ochetoclava Woodring, 1928 => Rhinoclavis Swainson, 1840
- Proclava Thiele, 1929 => Rhinoclavis (Proclava) Thiele, 1929 => Rhinoclavis Swainson, 1840
- Thericium Monterosato, 1890 => Cerithium (Thericium) Monterosato, 1890 => Cerithium Bruguière, 1789
- Vertagus Schumacher, 1817 => Rhinoclavis Swainson, 1840
- Alabininae Dall, 1927 => Bittiinae Cossmann, 1906
- Colininae Golikov & Starobogatov, 1987 => Cerithiinae J. Fleming, 1822
- † Elassum Woodring, 1946 => Alabina Dall, 1902
- Rhinoclavinae Gründel, 1982 => Cerithiinae J. Fleming, 1822
- † Tiaracerithiinae Bouniol, 1981 => Batillariidae Thiele, 1929